# Thagria fuscovenosa
Thagria fuscovenosa är en insektsart som beskrevs av Matsumura 1914. Thagria fuscovenosa ingår i släktet Thagria och familjen dvärgstritar. Inga underarter finns listade i Catalogue of Life.